# 上県町立伊奈小学校・中学校
上県町立伊奈小学校・中学校（かみあがたちょうりつ いなしょうがっこう・ちゅうがっこう, Kamiagata Town Ina Elementary School and Junior High School）は長崎県上県郡（現・対馬市）上県町伊奈にあった公立の小・中併設校。
小学校・中学校ともに2002年（平成14年）3月に閉校した。

## 概要
歴史
1873年（明治6年）に開校した「第五大学区第四中学区志多留学校」（したる）を前身とする。
校章
1968年（昭和43年）に、教員の加藤尚によってデザインされた。中央に校名の「い」の文字を置いている。
校歌
小中共通。作詞・作曲は不詳。歌詞は3番まであり、各番とも「わが伊奈校」で終わる。

## 沿革
- 1873年（明治6年）- 志多留村の民家に学校を設置。ただし、この時点では無認可。
- 1874年（明治7年）6月1日 - 「第五大学区第四中学区志多留小学校」となる。（文部省による正式認可）
  - 志多留村の宝聚寺に教場を移す。当初士族の岩崎喜左衛門が教授にあたる。
  - 同時期に、隣村の越高村に「第五大学区第四中学区越高小学校」（こしたか）も開校。その後、志多留小学校に統合。
- 1876年（明治9年）- 教場を円照寺に移す。
- 1882年（明治15年）- 伊奈村の妙光寺に分教場を設置。
- 1884年（明治17年）- 「仁田学区公立中等伊奈小学校」に改称し、伊奈村の一民家で教授を開始。字堂ノ内に校舎を建設。
- 1889年（明治19年）- 小学校令により簡易科を設置し、「仁田学区簡易伊奈小学校」に改称。
- 1891年（明治24年）- 伊奈村字沢尻1503番地に移転し、「仁田学区尋常伊奈小学校」に改称。（尋常科4年）
- 1893年（明治26年）- 「伊奈尋常小学校」に改称。
- 1896年（明治29年）- 伊奈村字沢尻1411番地に校舎を建設し、移転。
- 1906年（明治39年）- 高等科を併置し、「伊奈尋常高等小学校」となる（尋常科4年、高等科2年）。
- 1908年（明治41年）- 高等科を廃止し、再び「伊奈尋常小学校」に戻る（尋常科6年、高等科なし）[2]。 島嶼町村制施行により、上県郡仁田村に属することとなる。
- 1918年（大正7年）5月 - 伊奈農業補習学校を併置（後に青年訓練認定伊奈農業補習学校となる）。
- 1921年（大正10年）- 新校舎建設のため、伊奈青年会所と民家数軒を仮校舎として一時移転。伊奈村字沢尻1427番地外に新校舎が完成。
- 1924年（大正13年）- 高等科を併置し、再び「伊奈尋常高等小学校」となる（尋常科6年、高等科2年）。
- 1935年（昭和10年）4月1日 - 青年学校令により、併置の青年訓練認定伊奈農業補習学校が伊奈青年学校となる。
- 1937年（昭和12年）- 越高・志多留の区有地に学校林（杉3800本）を植樹。
- 1941年（昭和16年）4月1日 - 国民学校令により、「仁田村立伊奈国民学校」に改称。
- 1947年（昭和22年）4月1日 - 学制改革（六・三制の実施）。
  - 旧・国民学校初等科を改組し、「仁田村立伊奈小学校」とする。
  - 旧・国民学校高等科と旧青年学校を「仁田村立伊奈中学校」（新制中学校）に改組し、小学校に併設。
- 1955年（昭和30年）4月15日 - 市町村合併により、「上県町立伊奈小学校・中学校」に改称。
- 1960年（昭和35年）- 校歌を制定。
- 1962年（昭和37年）- へき地集会所（講堂）が完成。
- 1968年（昭和43年）- 校章・校旗を制定。
- 1969年（昭和44年）- 中学校校舎（鉄筋コンクリート造2階建て）が完成。
- 1970年（昭和45年）- 完全給食を開始。
- 1988年（昭和63年）- 体育館が完成。
- 1992年（平成4年）- 中学校にパソコンを設置。
- 2000年（平成12年）- 大渚[3]中学校（韓国釜山市）と国際交流を行う。
  - 1月 - 伊奈校生徒が訪韓。
  - 7月 - 大渚校生徒が訪日。
- 2002年（平成14年）3月31日 - 上県町立仁田小学校および上県町立仁田中学校への統合により閉校。

## 交通アクセス
最寄りのバス停
- 対馬交通 伊奈線 「伊奈」バス停

## 周辺
- 伊奈郵便局

## 参考資料
- 「上県町史」（2004年（平成16年）2月23日, 上県町）p.1027 ～ p.1032 - 市町村合併により対馬市が発足する直前に閉町記念として発行された。
- 「平成26年度長崎県学校別児童・生徒数等　 廃止校及び新設校・休校一覧」を2・4ページ